# Márius Žitňanský
Márius Žitňanský (* 1. června 1952) je slovenský architekt a pedagog na Fakultě architektury Slovenské technické univerzity v Bratislavě.

## Životopis
Své dětství prožil střídavě v městském prostředí Prahy a na venkově v okolí Piešťan. Během studia na matematickém Gymnáziu Juraja Hronca v Bratislavě se projevil jeho výrazný výtvarný talent a zájem o studium architektury. Na počátku jeho kariéry stál jeho děd, který byl stavitel a později známý slovenský sochař a pedagog Ludwik Korkoš.
V roce 1976 absolvoval Slovenskou vysokou školu technickou na Fakultě architektury v Bratislavě pod vedením doc. Antona Rokošného. Spolupráce s architektem Antonem Krajčovičem mu přiblížila filmovou scénografii a později pracoval v ÚĽUVu.
Architekt Ernest Krampl objevil jeho talent a Žitňanský se dostal přes Státní projektový a typizační ústav do Projektového ústavu kultury / PUK / v Bratislavě, kde spolupracoval při projektování a realizaci Divadla Andreje Bagara v Nitře, pod vedením architekta Juraje Hlavici (1978 projekt, 1991 realizace).
Během působení na PUK v rámci plnění socialistických závazků vytvořil a stál při realizaci dvou sakrálních staveb sborový dům Církve Bratrské v Staré Turé (1978-1982 projekt, 1982-1983 realizace) a sborový dům Církve Bratrské v Levicích (1983-1985 realizace), za který získal po listopadu 1989 cenu Dušana Jurkoviče. Těmito realizacemi vytváří hranici mezi obdobím pozdní moderny a postmoderny na Slovensku.
Pádem socialistického režimu v roce 1989 ukončil spolupráci s PUK. Od tohoto období až po současnost vytvořil a spolupracoval na řadě projektů, z nichž nejvýznamnějším je sídlo firmy Montex, a.s. v Rovince (1999-2002 a 2002-2006) s množstvím ocenění: cena časopisu ARCH, Stavba roku, Cena za architekturu.

## Výběr z realizovaných prací a projektů
- Sborový dům pro církev bratrskou, Stará Turá (1978-1982 projekt, 1982-1983 realizace)
- Sborový dům pro církev bratrskou, Levice (1983-1985 realizace)
- Římskokatolický charitní dům a kostel v Piešťanech (1989 projekt)
- Divadlo pro děti a mládež v Trnavě (1989 projekt dostavby), spolupráce Miroslav Egyed
- Divadlo Andreje Bagara v Nitře (1978 projekt, 1991 realizace), spolupráce Juraj Hlavica, Štefánia Rosincová
- Pronajímatelná administrativní budova na Lodní (Rigeleho ulici v Bratislavě 1990-1995, 2002-2007)
- Renesanční zámeček v Galantě (adaptace a dostavba realizována 1992), spolupráce Miroslav Zikmund, Viktor Ferus
- Sborový dům v Ostravě (1993-1996 realizace)
- Polyfunkční budova na Kollárově náměstí v Bratislavě (projekt 2003), Jozef Ondriaš a kolektiv autorů
- Dům na golfovém hřišti (projekt 2001), spolupráce Martin Galovský
- Areál společnosti Montex, a. s., v Rovince (I. etapa 2002-2003 realizace, II. etapa 2004-2006 realizace)
- Villa Malaga, Španělsko (2001 projekt, v současnosti v realizaci), spolupráce Martin Galovský
- Obytný soubor Slanec-Pekná cesta, Bratislava (2004 soutěž, 2006-2008 realizace), spolupráce Jozef Ondriaš a kolektiv autorů

### Galerie

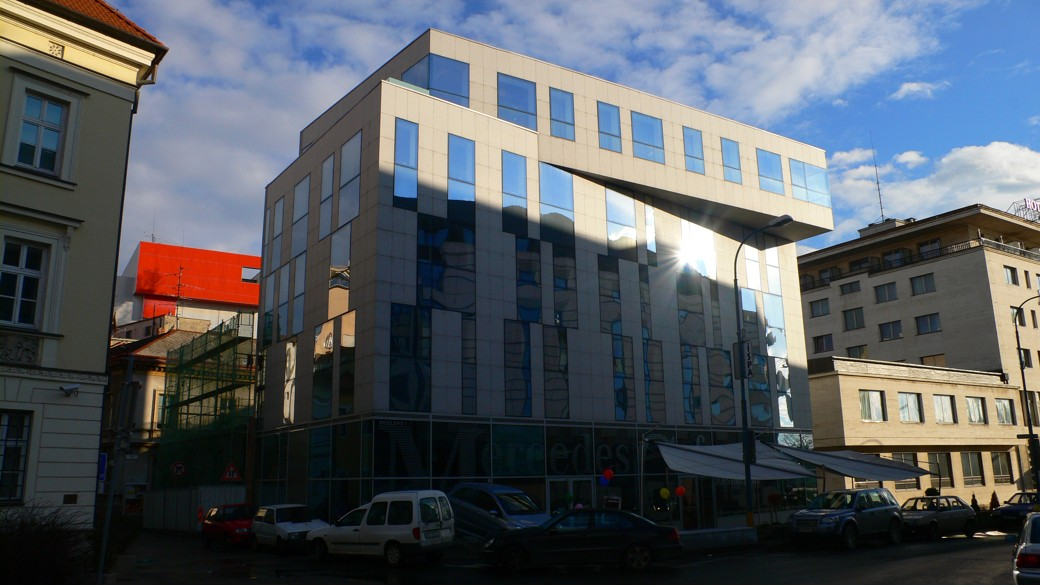
Pohled na pronajímatelnou administratívní budovu na Rigeleho ulici
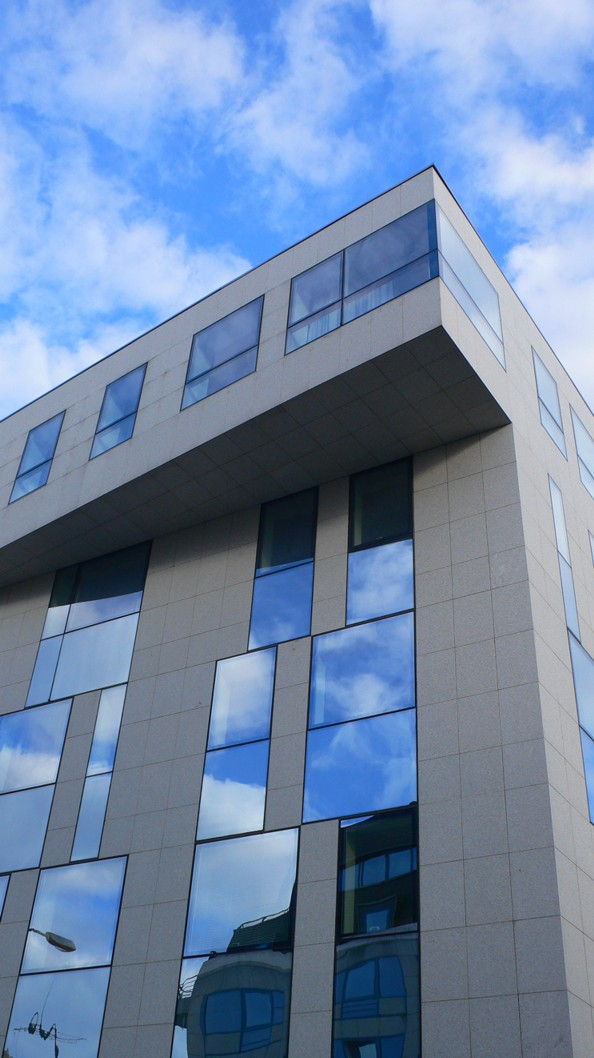
Pohled na fasádu pronajímatelné administrativní budovy na Rigeleho ulici